# CineMagic World Screen Festival for Young People
Il CineMagic World Screen Festival for Young People (o più semplicemente CineMagic) è un festival cinematografico di carattere internazionale, che si tiene annualmente a Belfast, nell'Irlanda del Nord, per 3 giorni tra la fine di novembre e l'inizio di dicembre.
Fondato nel 1989, è una delle più importanti rassegne cinematografiche dedicate a bambini e ragazzi e sicuramente la più prestigiosa in questo campo sia nel Regno Unito che in Irlanda, riuscendo ad attirare ogni anno la curiosità e l'interesse di oltre 20.000 spettatori. Nel tempo ha saputo inoltre guadagnarsi un riconoscimento mondiale per aver saputo sfruttare (come si legge nello stesso sito ufficiale del festival) "la magia dei film, della televisione e di tutte le forme di immagini in movimento per intrattenere, educare e ispirare i bambini e i giovani, dai 4 ai 25 anni". Ciò che però lo rende davvero unico nel suo genere è il fatto che i film che ne prendono parte sono fatti da ragazzi per altri ragazzi.
I film che partecipano al CineMagic devono essere stati prodotti durante i due anni precedenti l'edizione a cui si vuole prendere parte. Le pellicole non vengono ospitate in un'unica struttura, ma proiettate in diverse sale. Oltre ai lungometraggi e ai cortometraggi, al festival partecipano anche documentari e film internazionali proiettati in lingua originale. Numerosi gli eventi durante i giorni della rassegna, tra i quali seminari e dibattiti tenuti da registi di fama internazionale, laboratori, corsi e anteprime.
Due i principali premi assegnati nel corso della rassegna: Best feature film e Best short film. Per i giovani dai 18 ai 25 anni il festival ha inoltre dato vita recentemente al Cinemagic Talent Lab e istituito l'Unlocking Talent Award. Il direttore del festival è Joan Burney Keatings, mentre del programma e del palinsesto se ne occupa Chris Shaw.
Il CineMagic è diventato qualche anno fa anche un'associazione benefica. E così, mentre a Belfast ha luogo il principale evento, la sezione Cinemagic Outreach and Education si impegna durante tutto l'anno, in collaborazione con le scuole, a fornire opportunità e mezzi ai giovani che vivono nelle zone sia urbane che rurali dell'Irlanda del Nord e che dimostrano uno spiccato interesse per il mondo del cinema.